# لوئی فرانسه (۱۲۷۶–۱۲۶۴)
لوئی فرانسه (فرانسوی: Louis de France‎ ؛ ۱۲۶۴ – ۱۲۷۶) بزرگترین فرزند فیلیپ سوم، پادشاه فرانسه از همسر اولش ایزابلای آراگون و وارث تاج و تخت فرانسه بود.

## زندگی‌نامه
او سه برادر کوچک‌تر داشت. فیلیپ چهارم که پس از مرگ لوئی تاج و تخت به او رسید، روبرت و شارل، کنت والوآ. مادر او طی یک حادثه در سال ۱۲۷۰ هنگامی که فرزند پنجم خود را باردار بود، در اطراف کالابریا از اسب سقوط کرد و جان داد.
هنگامی که لوئی در ۱۲ سالگی در گذشت، پیر د لابروسه که گنجور فیلیپ بود زن دوم شاه ماری برابانت را متهم کرد که لوئی را مسموم نموده‌است. سال ۱۲۷۷ خود پیر د لابروسه مورد شک قرار گرفت و به جرم خیانت به دار آویخته شد.